# Yuvanna Montalvo
Yuvanna Suvannahi Montalvo González (Ciudad de México, México; 15 de marzo de 1988) más conocida como Yuvanna Montalvo, es una actriz, cantante y modelo mexicanavenezolana. 

## Carrera
Yuvanna Montalvo comenzó su carrera como actriz, participando en la serie de televisión Somos tú y yo, con un personaje secundario y antagónico. La serie fue una coproducción entre Boomerang y Venevisión. La serie fue transmitida en Latinoamérica, Europa, Medio Oriente y Asia. Montalvo, participó en la gira nacional de la serie en Venezuela. La serie fue estrenada por primera vez el 27 de junio de 2007 en Venezuela por Venevisión y su último episodio contó con aproximadamente 5.9 millones de espectadores, siendo una de las series más exitosas del canal. La serie se estrenó el 15 de enero de 2008 por Boomerang en Latinoamérica y Europa. La serie finalizó el 15 de diciembre de 2008 y su episodio final tuvo una audiencia de aproximadamente 9.8 millones, la mayor audiencia recibida por cualquier episodio final de una serie de Boomerang Latinoamérica.
En 2009, Montalvo participó en la serie, Somos tú y yo, un nuevo día. La serie es un spin-off de Somos tú y yo y fue basada en la película estadounidense Grease. Montalvo participó en la gira de Somos tú y yo, un nuevo día, que comenzó el 29 de noviembre de 2009 en el Polideportivo de Pueblo Nuevo. La serie se estrenó el 17 de agosto de 2009 por la cadena Boomerang Latinoamérica. En 2010, realizó una participación especial en la telenovela, La mujer perfecta.
En 2012, participó en la telenovela de Venevisión, Válgame Dios, interpretando a Mayerling Torres de Bracho. La telenovela se estrenó 13 de marzo de 2012 por la cadena Venevisión en Venezuela. La telenovela fue transmitida en Latinoamérica y en algunos países de Europa y Asia.
En 2013, interpretó a Inocencia Bermúdez en la telenovela de Venevisión, De todas maneras Rosa.
En 2015, fue anunciada como parte del elenco principal de Entre tu amor y mi amor, interpretando a Aída Cárdenas del Risco.
En 2017, Montalvo fue anunciada como parte del elenco de la telenovela de Televisa, En tierras salvajes.

## Filmografía

### Televisión
| Año       | Título                      | Rol                        | Notas                           |
| --------- | --------------------------- | -------------------------- | ------------------------------- |
| 2007-2008 | Somos tú y yo               | Yuvana                     | Antagonista recuerrente         |
| 2009      | Somos tú y yo, un nuevo día | Yuvana                     | Antagonista recuerrente         |
| 2010-2011 | La mujer perfecta           | Chantal                    | Actuación especial              |
| 2012      | Válgame Dios                | Mayerling Torres de Bracho | Actuación estelar               |
| 2013      | Los secretos de Lucía       | Gisselle / María Herrera   | Actuación estelar               |
| 2013      | De todas maneras Rosa       | Inocencia Bermúdez         | Actuación estelar               |
| 2016      | Entre tu amor y mi amor     | Aida Cárdenas del Risco    | Antagonista                     |
| 2017      | En tierras salvajes         | Itzel                      |                                 |
| 2020      | Enemigo íntimo              | Karla Padilla              | Elenco recurrente, 43 episodios |